# C.22 (航空機)
C.22はアエロスパシアルによって開発、製造された亜音速無人標的機（ターゲット・ドローン）。
開発及び訓練目的の標的機として開発された。エンジンはミクロチュルボによる出力830ポンド (380 kg)のTRI-60-2ターボジェットエンジンが搭載された。
アスターミサイルの開発に使用されたことが知られている。対空砲の射撃演習と地対空ミサイル部隊の訓練のために曳航標的を装備する。